# Dragon Quest XI: Echoes of an Elusive Age
Dragon Quest XI: Echoes of an Elusive Age (ドラゴンクエストXI 過ぎ去りし時を求めて, Doragon Kuesuto Irebun: Sugisarishi Toki o Motomete) é um jogo eletrônico de RPG desenvolvido e publicado pela Square Enix. É o décimo primeiro título principal da série Dragon Quest e foi lançado em julho de 2017 no Japão para Nintendo 3DS e PlayStation 4 e mundialmente em setembro de 2018 para PlayStation 4 e Microsoft Windows. Uma edição melhorada do jogo, chamada de Dragon Quest XI S: Echoes of an Elusive Age - Definitive Edition foi lançada em Setembro de 2019 para o mais recente console da Nintendo, o Switch. A mesma, adiciona percursos novos para as histórias dos Personagens Jogáveis, além de adições menores, como Roupas Especiais novas para os PJs e a possibilidade de trocar de roupas sem equipá-las. Essa mesma edição foi anunciada para o PlayStation 4, Microsoft Windows, e, pela primeira vez na franquia, para Xbox One. Dragon Quest XI S: Echoes of an Elusive Age - Definitive Edition será lançado para os consoles ditos anteriormente em Dezembro de 2020.

## Jogabilidade
Dragon Quest XI mantém a jogabilidade dos jogos anteriores da série, no qual os jogadores têm que explorar mundos e lutar contra vários monstros, incluindo a capacidade de explorar áreas altas. A versão Nintendo 3DS apresenta um estilo diferente do que a versão PC, Nintendo Switch e PlayStation 4, apresentando gráficos em 3D na tela superior e 2D na tela inferior. Antes de entrar em batalha, os jogadores também podem alternar entre os estilos de gráficos 3D e 2D. De acordo com a revista Jump, os grafismos 3D e 2D não estaram presentes em ambas as telas durante todo o jogo, mas apenas durante as fases de abertura do jogo; em vez disso, os jogadores terão de escolher em que estilo querem jogar, mas será possível alternar entre os dois estilos a qualquer momento. O sistema de batalha do jogo vai ser o sistema de batalha baseado em turnos já tradicional da série.